# Ług (jezioro na Wysoczyźnie Złoczewskiej)
Ług – niewielkie jezioro położone w woj. łódzkim, na granicy gmin Klonowa i Lututów (także granicy powiatów sieradzkiego i wieruszowskiego), w pobliżu wsi Niemojew.
Jezioro położone jest w zlewni Strugi Węglewskiej, na obrzeżach kompleksu Leśnego zlokalizowanego w większości w gminie Klonowa (zwanego Lasem Klonowskim, lub SMOK). Kompleks rozciąga się na północ i zachód od jeziora. Na południe rozciągają się pola i łąki Niemojewa w kierunku osady Olszynka. Przez środek jeziora przebiega granica gmin Klonowa i Lututów. Najbliżej położoną osadą jest Stary Niemojew nad szosą. 
Do jeziora można dojechać, jadąc szosą z Lututowa w kierunku Klonowy i za wsią Kopaniny skręcając w leśne drogi w prawo (na wschód), ok. 200 m.

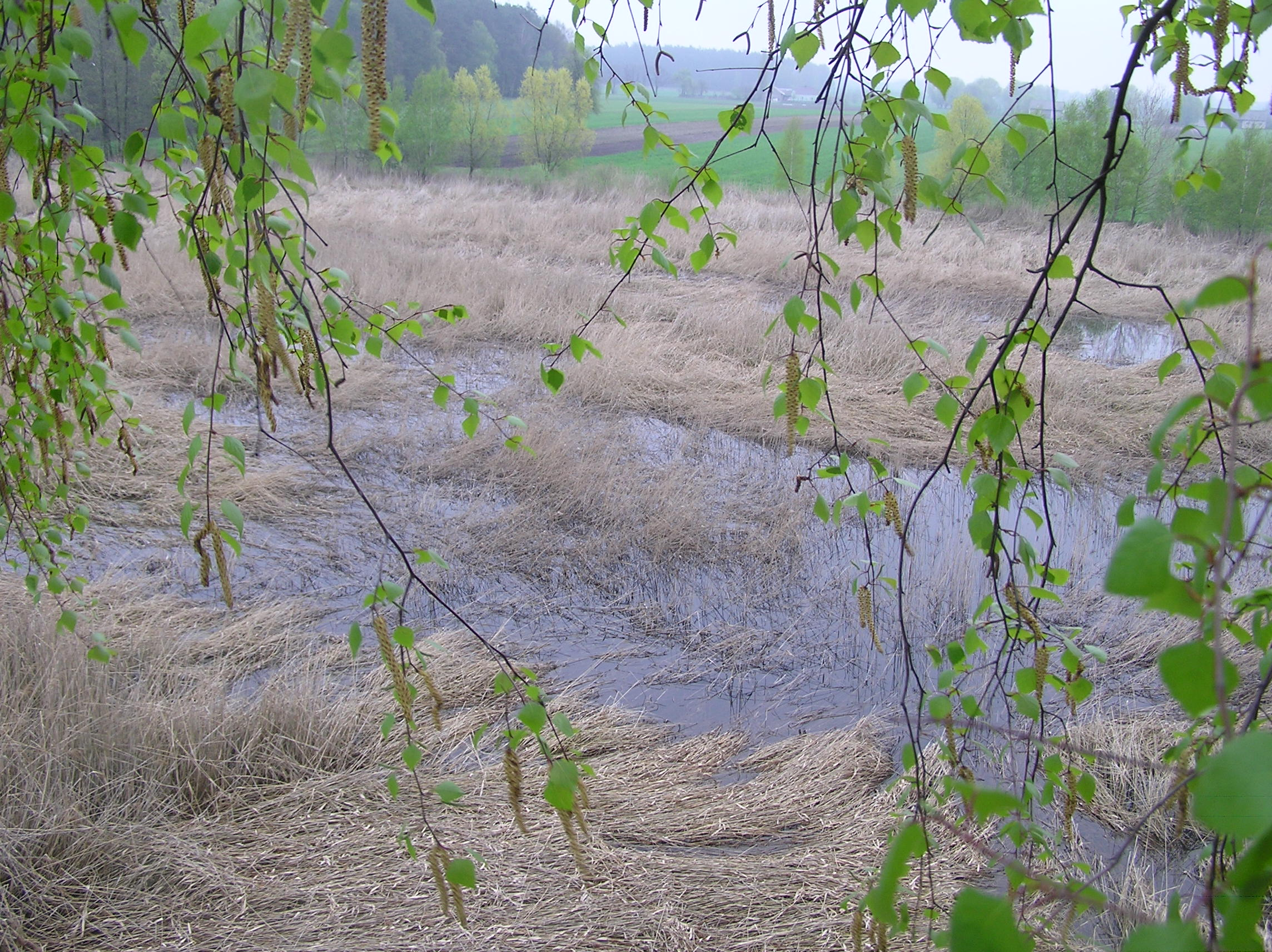
Ług

Średnie położenie lustra wody wynosi 185,2 m n.p.m. Jezioro położone jest w zabagnionym obszarze. Płytka niecka jeziora i melioracje przyległych na południu pól i łąk obniżające poziom wody, sprawiły bardzo silne zarastanie jeziora bagienną roślinnością.